# Hermine Medelsky
Hermine Medelsky (* 9. Juni 1884 in Wien; † 1940) war eine österreichische Schauspielerin.

## Leben
Die Tochter eines Gaskassierers der I.C.G.A. und einer Weißnäherin war die jüngere Schwester der Burgschauspielerin Lotte Medelsky. Medelsky studierte unter anderem bei Julius Meixner am Konservatorium der Gesellschaft der Musikfreunde in Wien.
Bereits 1901 erhielt sie ein Angebot nach Berlin an das Deutsche Theater. Dieses lehnte sie jedoch ab. Stattdessen begann sie als Elevin am Deutschen Volkstheater in Wien. Sie debütierte in Ludwig Anzengrubers Volksstück Der Pfarrer von Kirchfeld.
1903 ging sie jedoch nach Berlin und spielte dort neben Else Lehmann und Max Reinhardt am Deutschen Theater. 1905 wurde sie aber von Angelo Neumann an das Neue Deutsche Theater Prag engagiert. Nach ihrem Debüt als Kammerzofe in Gerhart Hauptmann Elga blieb sie bis 1932 am Theater.
In Prag spielte sie hauptsächlich Stücke von Gerhart Hauptmann, Hermann Bahr, Arthur Schnitzler, Frank Wedekind im Prager Zyklus seiner Stücke 1919. Nach dem Tod von Gisela Klein im Jahr 1919, der sie sowohl persönlich als auch künstlerisch nahestand, übernahm sie deren Repertoire. Das Prager Publikum schätzte sie sehr und bezeichnete sie als die Medelsky.
Sie erhielt als einzige deutsche Schauspielerin im Jahr 1930 den Tschechoslowakischen Staatspreis.
Nach ihrer Pensionierung im Jahr 1932 lebte sie abwechselnd in Prag und Wien.